# Vilko Gecan
Vilko Gecan (Kuželj kraj Broda na Kupi, 16. lipnja 1894. - Zagreb, 25. lipnja 1973.) bio je hrvatski slikar i jedan od najznačajnijih predstavnika hrvatskog ekspresionizma u razdoblju između dva svjetska rata.

## Djetinjstvo i mladost
Rođen je 1894. godine u Kuželju kraj Broda na Kupi. S roditeljima je 1899. otputovao u Australiju, odakle se vratio 1902. godine. Školovao se u više mjesta: u Karlovcu, Glogovnici, Zagrebu, Dubici te od 1910. u gimnaziji u Banjoj Luci, gdje je upoznao Milivoja Uzelca s kojim je razvio dugogodišnje prijateljstvo. Godine 1912. - 1913. pohađao je privatnu umjetničku školu Tomislava Krizmana u Zagrebu. U jesen 1913. odlazi u München gdje upisuje Akademiju likovnih umjetnosti i pohađa Heymannovu privatnu slikarsku školu.
Na početku Prvog svjetskog rata Gecan je mobiliziran. U srpnju 1915. zarobljen je u Bitci na Soči, nakon čega je ostatak rata proveo u zarobljeničkim logorima na Siciliji.

## Umjetničko djelovanje
Godine 1919. odlazi u Prag s Milivojem Uzelcem, gdje se pridružuje skupini hrvatskih umjetnika koja je uključivala Vladimira Varlaja, Marijana Trepšea, Ivu Režeka i Franu Kršinića. Iste godine izlaže na zagrebačkom Proljetnom salonu, a kasnije postaje član tzv. „Grupe četvorice” ili „Praške četvorice” zajedno s Uzelcem, Trepšeom i Varlajem. Godine 1921. održava svoju prvu samostalnu izložbu u Umjetničkom paviljonu u Zagrebu.
Gecanova najznačajnija djela nastala su tijekom 1920-ih i 1930-ih godina. Njegov umjetnički izraz pokazuje snažne ekspresionističke tendencije, posebice vidljive u ciklusu „Klinika” iz 1920. godine, koji se smatra remek-djelom hrvatskog ekspresionizma. Najznačajnije djelo mu je „Cinik” iz 1921. godine, koje se smatra vrhuncem hrvatskog ekspresionističkog slikarstva.

## Kasniji život i bolest
Godine 1931. počinju se javljati prvi simptomi Parkinsonove bolesti, koji su postupno ograničavali njegovu slikarsku aktivnost. Unatoč tome, 1935. godine upisuje Akademiju likovnih umjetnosti u Zagrebu kako bi formalno stekao akademsku diplomu.

## Priznanja i nasljeđe
Za svoj rad primio je brojna priznanja, uključujući Nagradu Vladimir Nazor za životno djelo 1967. godine. Za njegova života organizirane su dvije retrospektivne izložbe (u Modernoj galeriji u Zagrebu 1964. i u Umjetničkom paviljonu 1972.), a velika posthumna izložba održana je 2005. godine u zagrebačkom Umjetničkom paviljonu.